# بیمارستان دانشگاهی شمال نروژ
بیمارستان دانشگاهی شمال نروژ (نروژی: Universitetssykehuset Nord-Norge) بیمارستانی در ترومسو، نروژ است که بیمارستان مرجع و منطقه‌ای نوردلاند، ترومس و فینمارک در شمال نروژ به‌شمار می‌رود. این بیمارستان به ۴۶۵٬۰۰۰ نفر خدمات بهداشتی درمانی ارائه می‌دهد. درمان و تحقیقات تشخیصی بیماران و همچنین آموزش و تحقیقات در یازده کلینیک این بیمارستان صورت می‌گیرد.